# Bruno Durdov
Bruno Durdov (Split, Croacia, 11 de diciembre de 2007) es un futbolista croata que juega de delantero en el H. N. K. Hajduk Split de la Primera Liga de Croacia.

## Trayectoria
Comenzó su carrera futbolística cuando tenía 6 años en el NK Kaštel Gomilica. En 2015 ingresó en la academia de Luka Kaliterna, que pertenece al club Hajduk. En otoño de 2023 firmó un nuevo contrato con el Hajduk hasta 2026. Después de firmar el contrato, comenzó a entrenar con el equipo principal del entrenador Gennaro Gattuso. Hizo su debut profesional el 5 de mayo de 2024 contra el N. K. Varaždin y entró al campo en lugar de Yassin Benrahou en el minuto 82. 
Marcó su primer gol en su carrera profesional el 21 de septiembre de 2024 en el partido por el campeonato contra NK Gorica. Fue recordado como un doble goleador en ese partido y su equipo ganó 4-1. A la edad de 16 años, 9 meses y 10 días, hizo historia como el jugador más joven en marcar un gol con el Hajduk Split y el jugador más joven en marcar dos goles en un partido en la Primera Liga de Croacia.

## Estadísticas

### Clubes
Actualizado al último partido disputado el 6 de octubre de 2024.
| Club                            | Div.          | Temporada     | Liga  | Liga  | Liga   | Copas nacionales | Copas nacionales | Copas nacionales | Copas internacionales | Copas internacionales | Copas internacionales | Total | Total | Total  |
| Club                            | Div.          | Temporada     | Part. | Goles | Asist. | Part.            | Goles            | Asist.           | Part.                 | Goles                 | Asist.                | Part. | Goles | Asist. |
| ------------------------------- | ------------- | ------------- | ----- | ----- | ------ | ---------------- | ---------------- | ---------------- | --------------------- | --------------------- | --------------------- | ----- | ----- | ------ |
| H. N. K. Hajduk Split · Croacia | 1.ª           | 2023-24       | 2     | 0     | 0      | —                | —                | —                | —                     | —                     | —                     | 2     | 0     | 0      |
| H. N. K. Hajduk Split · Croacia | 1.ª           | 2024-25       | 6     | 3     | 0      | 0                | 0                | 0                | 4                     | 0                     | 0                     | 10    | 3     | 0      |
| H. N. K. Hajduk Split · Croacia | Total club    | Total club    | 8     | 3     | 0      | 0                | 0                | 0                | 4                     | 0                     | 0                     | 12    | 3     | 0      |
| Total carrera                   | Total carrera | Total carrera | 8     | 3     | 0      | 0                | 0                | 0                | 4                     | 0                     | 0                     | 12    | 3     | 0      |